# Szkoła Podstawowa nr 2 im. Białych Górników w Kłodawie
Szkoła Podstawowa nr 2 im. Białych Górników w Kłodawie – ośmioletnia, publiczna szkoła podstawowa w Kłodawie, zlokalizowana przy ulicy 3 Maja 5.
Założona w 1965 roku, jest największą placówką edukacyjną w mieście. Jest jedną ze szkół tysiąclecia. W obecnej formie istnieje od 1 września 2012.

## Historia
W okresie powojennym w Kłodawie powstała Kopalnia Soli Kłodawa i w związku z tym dynamicznie zwiększała się liczba mieszkańców miasta. W dotychczas istniejącej Szkole Podstawowej nr 1 zaczynało brakować miejsc dla nowych uczniów.
24 września 1958 roku Władysław Gomułka, ówczesny I sekretarz Komitetu Centralnego Polskiej Zjednoczonej Partii Robotniczej użył hasła budowy tysiąca szkół na Tysiąclecie Państwa Polskiego. W 1962 powstał w Kłodawie Społeczny Komitet Budowy szkoły pod przewodnictwem ekonomisty Ludwika Michalskiego. Budowę szkoły rozpoczęto w 1963, a jej działalność rozpoczęła się 1 września 1965. Pierwszym kierownikiem szkoły został Walenty Mieleszczuk.
W 1966 szkoła otrzymała sztandar, a jej patronem został Aleksander Zawadzki.
W 1974 placówka przekształcona została w Zbiorczą Szkołę Gminną, której filiami stały się szkoły w okolicznych miejscowościach: Krzykosach, Wólce Czepowej, Rycerzewie, Lubońku, Rysinach i Korzeczniku. Klasy młodsze uczyły się w poszczególnych miejscowościach, a klasy starsze w szkole w Kłodawie. Szkoły zbiorcze zlikwidowano w 1984.
28 lutego 1991 Rada Pedagogiczna szkoły podjęła decyzję o rezygnacji z dotychczasowego patrona szkoły.
Po reformie szkolnictwa w 1999 roku w miejsce szkoły podstawowej powołano Zespół Szkół nr 2 w Kłodawie, składający się z sześcioletniej szkoły podstawowej i trzyletniego gimnazjum; analogicznie Szkoła Podstawowa nr 1 została przekształcona w Zespół Szkół nr 1 w Kłodawie.
1 grudnia 2010 nadano szkole imię Białych Górników. Uroczysta msza święta miała miejsce w kościele Wniebowzięcia NMP w Kłodawie i przewodniczył jej ks. prałat Jerzy Dylewski.
W 2012 roku w Kłodawie przeprowadzono gruntowną reorganizację oświaty. Zdecydowano o likwidacji Zespołu Szkół nr 2, powołując w jego miejsce Szkołę Podstawową nr 2 im. Białych Górników w Kłodawie; jednocześnie zlikwidowano Zespół Szkół nr 1, powołując w jego miejsce Gimnazjum nr 1. Uczniowie dotychczasowej szkoły podstawowej nr 1 zmuszeni byli do zmiany placówki edukacyjnej, podobnie jak uczniowie gimnazjum z Zespołu Szkół nr 2.
Zmiany wywołały niezadowolenie wśród mieszkańców gminy, m.in. ze względu na konieczność pokonywania przez uczniów w drodze do szkoły ruchliwej drogi krajowej 92 (przebiegającej przez centrum miasta). W reakcji na reformę 2 września 2012 zorganizowane zostało referendum, wskutek którego odwołano burmistrza miasta i gminy.

## Nazwy szkoły
- Szkoła Podstawowa nr 2 im. Aleksandra Zawadzkiego w Kłodawie, od 1965
- Kłodawska Zbiorcza Szkoła Gminna, od 1974
- Szkoła Podstawowa nr 2 im. Aleksandra Zawadzkiego w Kłodawie, od 1984
- Szkoła Podstawowa nr 2 w Kłodawie, od 1991
- Zespół Szkół nr 2 w Kłodawie, od 1999, składający się ze szkoły podstawowej i gimnazjum
- Zespół Szkół nr 2 im. Białych Górników w Kłodawie, od 2010
- Szkoła Podstawowa nr 2 im. Białych Górników w Kłodawie, od 2012

## Dyrektorzy szkoły
- Walenty Mieleszczuk (1965-1967)
- Jan Grzegorzewicz (1967-1970)
- Leon Jarząbkowski (1970-1973)
- Jan Mikołajczyk (1991-1994)
- Ewa Nowak (1994-1995)
- Cecylia Karoń (1995-?)
- Jolanta Szadkowska (?-2013)
- Dorota Sylwestrzak (od 2013)

## Obwód szkolny
Obwód szkolny dla Szkoły Podstawowej nr 2 im. Białych Górników w Kłodawie został ustanowiony Uchwałą Rady Miejskiej w Kłodawie z dnia 31 marca 2017 i obejmuje następujący obszar:
- miasto Kłodawa, ulice: Armii Krajowej, Dąbska powyżej nr 9, Łąkowa, Łęczycka, Niezłomnych, Rawity Witanowskiego powyżej nr 10, Henryka Dąbrowskiego, Barbary, Świętego Ducha, Jaśminowa, Jasna, Jarzębinowa, Klonowa, Różana, Wrzosowa,Wiśniowa, Czereśniowa, Morelowa, Brzoskwiniowa,Zielona, Władysława Kapicy, 3-Maja, Aleja 1-go Maja, Aleja 1000-Lecia, Wyżynna, Zawodnią, Józefa Grzymskiego, Władysława Jagiełły, Górnicza, Bohaterów Września 1939 r., Gruntowa, Powstańców Wielkopolskich, Cicha, Lipowa;
- wieś Cząstków (częściowo);
- wieś Straszkówek;
- wieś Straszków;
- wieś Wólka Czepowa - od 2004 w miejscowości funkcjonuje niepubliczna szkoła podstawowa;
- wieś Podgajew;
- wieś Rycerzew;
- wieś Rgielew;
- wieś Górki - od 2012 w miejscowości funkcjonuje niepubliczna szkoła podstawowa;
- wieś Pomarzany Fabryczne;
- wieś Dąbrówka.

## Szkoła w gminie
Szkoła jest obecnie jedną z trzech funkcjonujących w gminie Kłodawa publicznych szkół podstawowych i w roku szkolnym 2023/2024 uczęszcza do niej 293 uczniów. Pozostałe dwie szkoły podstawowe to Szkoła Podstawowa nr 1 im. Świętego Jana Pawła II w Kłodawie (ok. 256 uczniów) i Szkoła Podstawowa im. gen. Tadeusza Kutrzeby w Bierzwiennej Długiej (ok. 92 uczniów).
W gminie funkcjonują również szkoły podstawowe niepubliczne, do których uczęszcza część mieszkańców gminy:
- Szkoła Podstawowa w Korzeczniku, założona 1 września 2004 (ok. 85 uczniów)[8];
- Szkoła Podstawowa Stowarzyszenia Przyjaciół Szkół Katolickich im. kardynała Stefana Wyszyńskiego w Wólce Czepowej, założona 1 września 2004 (ok. 122 uczniów), obecnie na terenie obwodu szkolnego Szkoły Podstawowej nr 2[9];
- Szkoła Podstawowa im. Józefa Jakubowskiego w Górkach, założona 12 kwietnia 2012 (ok. 113 uczniów), obecnie na terenie obwodu szkolnego Szkoły Podstawowej nr 2[10];
- Szkoła Podstawowa w Lubońku, założona 1 sierpnia 2012 (ok. 46 uczniów)[11].